# Futtermittelzusatzstoff
Futtermittelzusatzstoffe werden einer Futtermischung oder Einzelfuttermitteln zugesetzt, um eine bestimmte Wirkung beim Tier oder auf das Futter zu erzielen. So enthält beispielsweise manches Zierfischfutter Carotinoide und Krebstiere, um die Farbenpracht bestimmter Fischarten zu erhöhen.
Im Einzelnen sind die Stoffe folgenden Gruppen zuzuordnen:
- Aminosäuren
- Antioxidantien
- Aromastoffe
- Carotinoide
- Emulgatoren
- Enzyme
- Hydroxyanalogon von Methionin (Aminogruppe des Methionins ersetzt durch eine Hydroxygruppe)
- Konservierungs- und Säuerungsmittel
- Kokzidiostatika
- Probiotika
- Spurenelemente
- Vitamine

Welcher Stoff in welche Gruppe gehört und was genau ein Zusatzstoff und was ein Wirkstoff ist, ist in der Europäischen Union und ihren Mitgliedsländern gesetzlich geregelt (siehe: Liste der E-Nummern). 

## Probleme
Besonders die als Futtermittelzusatzstoffe eingesetzten Schwermetalle Zink und Kupfer können sich durch die Ausbringung von Wirtschaftsdünger auf intensiv genutzten Flächen anreichern.